# Raroia
Raroia (též  Raro-nuku) je atol v souostroví Tuamotu ve Francouzské Polynésii. Nalézá se 740 km severovýchodně od Tahiti a 6 km jihozápadně od atolu Takume.
Atol má oválný tvar o rozměrech 43 km krát 14 km a pevninská část atolu měří 41 km². Laguna má plochu 359 km². Podle sčítání lidu, konaného roku 1996 měl atol 184 obyvatel. Hlavní osadou je Garumaova. Raroia nemá žádnou infrastrukturu. Obyvatelé se živí rybolovem a chovem perlorodek.

## Historie
Atoly Raroia a Takume byly původními polynéskými obyvateli nazývány Napaite (tj. Dvojčata).
První zpráva o atolu Raroia je z roku 1605, kdy jej zahlédl portugalský mořeplavec Pedro Fernandes de Queirós. Později byl spatřen až roku 1820 Fabianem Gottliebem von Bellingshausen, který jej pojmenoval Barclay de Tolly po ruském polním maršálovi Michaelovi Andreasi Barclay de Tolly.
Roku 1947 Raroia se stal atol slavným poté, co zde ukončil svoji plavbu vor Kon-Tiki, norského etnologa Thora Heyerdahla po 101 denní plavbě napříč Tichým oceánem. Bengt Danielsson, jeden člen posádky Kon-Tiki na atolu později žil  a roku 1956 popsal materiální kulturu na Raroia jako téměř zcela západní.